# 142년

## 연호
- 후한(後漢) 한안(漢安) 원년

## 기년
- 후한(後漢) 순제(順帝) 17년
- 신라(新羅) 일성 이사금(逸聖泥師今) 9년
- 고구려(高句麗) 태조대왕(太祖大王) 90년
- 백제(百濟) 개루왕(蓋婁王) 15년

## 탄생
• 형주 자사 유표
- 후한 말의 양표